# Абель, Закари
За́кари Берр А́бель (англ. Zachary Burr Abel; род. 4 сентября 1980, Мидлтаун, штат Индиана, США) — американский актёр. Наиболее известен по роли Картера Андерсона в телесериале «Гимнастки». За эту роль он был номинирован на премию Teen Choice Awards в категории «Choice Summer: Актёр» в 2010 году, но проиграл Иэну Хардингу из телесериала «Милые обманщицы».

## Биография
Закари родился и вырос в маленьком городе Миддлтаун, штат Индиана, 4 сентября 1980 года. Он изучал финансы и международный бизнес в Университете Вашингтона в Сент-Луисе. Он помолвлен с английской актрисой Элизабет Хенстридж

## Карьера
Закари начал свою карьеру в 2007 году, когда появился в эпизоде телесериала «C.S.I.: Место преступления». В 2008 году снялся в веб-сериале «Моё алиби». В 2009 году сыграл значительную роль в телесериале «Втайне от родителей», где играл Макса, сводного брата Эдриан Ли (Франсиа Райса), с которой у него начинаются интимные отношения. В 2009 году появился в фильме «Не забывай меня». С 2009 по 2011 год снимался в телесериале «Гимнастки» в роли Картера Андерсона.

## Фильмография
| Год       |     | Русское название           | Оригинальное название                    | Роль             |
| --------- | --- | -------------------------- | ---------------------------------------- | ---------------- |
| 2007      | с   | C.S.I.: Место преступления | CSI: Crime Scene Investigation           | любовник         |
| 2008      | с   | Моё алиби                  | My Alibi                                 | Джона Мадиган    |
| 2009      | с   | Втайне от родителей        | The Secret Life of the American Teenager | Макс Энрикес     |
| 2009      | ф   | Не забывай меня            | Forget Me Not                            | Чэд              |
| 2009      | с   | Теория Большого взрыва     | The Big Bang Theory                      | Тодд             |
| 2009—2011 | с   | Гимнастки                  | Make It or Break It                      | Картер Андерсон  |
| 2010      | с   | 90210: Новое поколение     | 90210                                    | Зак              |
| 2011      | ф   | Ночной клуб                | Night Club                               | Джастин          |
| 2011      | с   | Неуклюжая                  | Awkward                                  | Джейми Маккиббен |
| 2011      | с   | Тайный круг                | The Secret Circle                        | Люк              |
| 2012      | тф  | Пристанище                 | Shelter                                  | Митчелл Тэйлор   |
| 2012      | кор |                            | je vous adore                            | парень Клэри     |
| 2017      | с   | Мыслить как преступник     | Criminal Minds                           | Билл Сейверс     |
| 2017      | ф   |                            | 7Seconds                                 | Джейк            |